# Mavrič
Mavrič je 152. najbolj pogost priimek v Sloveniji, ki ga je po podatkih Statističnega urada Republike Slovenije na dan 31. decembra 2007 uporabljalo 1.064 oseb,  na dan 1. januarja 2010 pa 1.056 oseb in je med vsemi priimki po pogostosti uporabe zavzemal 155 mesto.   

## Znani  nosilci priimka
- Alojz Mavrič (1874—1954), prosvetni in javni delavec
- Bernarda Mavrič, športna gimnastičarka, mednarodna sodnica
- Borut Mavrič (*1970), nogometni vratar
- Borut Mavrič, morski biolog
- Edi Mavrič - Savinjčan (1961—2008), novinar, pesnik, publicist, kulturnik, domozanec, fotograf (častni občan - Gornji Grad)
- Erik Mavrič (*1979), slikar, likovni umetnik
- Franc Mavrič (1890—1969), učitelj, glasbenik, sadjarski strokovnjak, čebelar
- Franc Mavrič (*1955), inovator, tehnični izumitelj
- Franjo Mavrič (*1944), novinar, urednik
- Jože Mavrič (1897—1957), prosvetni in gospodarski delavec
- Jože Mavrič, športni delavec, trener (ženska športna gimnastika)
- Jernej Mavrič, glasbenik
- Marija Žakelj Mavrič (*1948), biokemičarka, prof. MF
- Marko Mavrič (1930—1991), izseljenski župnik v Argentini
- Maruša Mavrič, orglavka (organistka)
- Matej Mavrič Rožič (*1979), nogometaš
- Mojca Mavrič (*1980), telovadka
- Primož Mavrič, pianist, klavirski pedagog
- Sebastijan Mavrič (*1975), zborovodja, pevec, glasbenik, osnovnošolski ravnatelj
- Tomaž Mavrič (*1959), teolog, misijonar v Rusiji in Ukrajini >> vrhovni predstojnik lazaristov
- Valter Mavrič, generalni direktor direktorata za prevajanja v Evropskem parlamentu
- Vita Mavrič (*1965), igralka, pevka, šansonjerka